# Guccio del Sero
Guccio del Sero ou Aghinetti (... - ...) est un peintre italien du Trecento (XIVe siècle italien) actif à Florence en 1331.

## Biographie
Guccio del Sero avait un neveu exilé appelé Maestro Guccio, mort en 1409.